# Amphibulus pilosus
Amphibulus pilosus är en stekelart som beskrevs av Luhman 1991. Amphibulus pilosus ingår i släktet Amphibulus och familjen brokparasitsteklar. Inga underarter finns listade i Catalogue of Life.